# Secret Garden (EP)
Secret Garden là EP thứ ba của nhóm nhạc nữ Hàn Quốc Apink, được phát hành vào ngày 5 tháng 7 năm 2013. Đây là EP đầu tiên và chính thức chỉ có 6 thành viên trong nhóm và họ trở lại sau 14 tháng kể từ thời điểm quảng bá album "Une Annee" với "Hush" và "Bubibu" vào tháng 5 năm 2012. Nhóm đánh dấu sự trở lại trên Mnet's "M! Countdown" một ngày trước thời điển phát hành chính thức. Chủ đề của album là chữa lành, với mục đích làm dịu đôi mắt và đôi tai người nghe. Album gồm 5 bài hát mới bao gồm cả bài hát chủ đề "NoNoNo" được sản xuất bởi Shinsadong Tiger.

## Phát hành và quảng bá
Vào ngày 23 tháng 6, A Cube Entertainment thông báo rằng Apink sẽ trở lại với một EP mới mang tên "Secret Garden" và phát hành MV teaser trên kênh Youtube của họ. Teaser có mặt sáu thành viên, đánh dấu rằng Apink sẽ tiếp tục với 6 thành viên mà không thêm bất kì ai sau khi Yookyung rời nhóm vào tháng 4. "Secret Garden" là album đầu tiên và chính thức chỉ có 6 thành viên trong nhóm và họ trở lại sau 14 tháng kể từ thời điểm quảng bá album "Une Annee" với "Hush" và "Bubibu" vào tháng 5 năm 2012.
Vào ngày 28 tháng 6, teaser thứ hai được phát hành với sự xuất hiện của các thành viên Apink đang cằm trong tay những bó hoa trên đồng cỏ xanh. Teaser tiết lộ thời điểm phát hành album sắp tới sẽ là vào ngày 5 tháng 7 năm 2013. Nó cũng tiết lộ nhạc nền được sử dụng cho các teaser là đoạn hai của các bài hát, "Secret Garden" và "U You".
Vào ngày 3 tháng 7, album sẽ được phát hành với ca khúc chủ đề là "NoNoNo", được sản xuất bởi Shinsadong Tiger và MV chính thức sẽ được phát hành cùng với album vào ngày 5 tháng 7. Trong bản xem trước của MV, các thành viên của Apink được thấy rằng đang hát và nhảy một phần nhỏ của ca khúc.
Một ngày trước khi MV và album được phát hành, Apink trình diễn một phần của bài hát trong album "Lovely Day", và trình diễn đầy đủ ca khúc "NoNoNo" trên Mnet's M! Countdown vào ngày 4 tháng 7. Họ cũng trình diễn trên các chương trình KBS's Music Bank, MBC's Show! Music Core và SBS's Inkigayo. Vào ngày 9 tháng 7, "NoNoNo" thắng #1 tên Music Bank. Vào ngày 5 tháng 7, nhóm đã phát hành đĩa cứng cho album, đĩa trực tuyến và MV cho "NoNoNo".

## Concept
Liên quan tới chủ đề của album, A Cube Entertainment nói rằng "Chủ đề của album Secret Garden là chữa lành, và hơn rất nhiều sự gây sốc khác, nó sẽ là một album làm cho bạn cảm thấy tỉnh táo. Bạn có thể thấy các kỹ năng của Apink đã tiến bộ sau hơn một năm chuẩn bị." Họ cũng nói thêm, "Với ý nghĩa của sự thành lập Apink, album "Secret Garden" sẽ không có một sự chuyển đổi nào, nhưng đó sẽ là một album với sự ngây thơ cho thể loại âm nhạc, hoàn hảo cho các cô gái, nó sẽ làm dịu đôi mắt và đôi tai người nghe."
Vào ngày 10 tháng 7, các thành viên Apink đã gửi những bức thư chữa lành cho fan. Trong bức ảnh được đăng tải bởi A Cube, mỗi thành viên của Apink được thấy rằng đang trang trí những món quà cá nhân dành cho fan. Bài hát chữa lành "NoNoNo" được tiết lộ những thông điệp chữa lành thông qua công ty. Các thành viên đã viết những lá thư như Naeun đã viết rằng "Hãy cố gắng lên!". Chorong viết, "Mọi điều rồi cũng sẽ ổn ~ Pat Pat". Namjoo đưa ra lời khuyên khích lệ với thông điệp: "Hãy luôn mỉn cười". Bomi đề xuất "Hãy tư duy một cách tích cực". Eunji để người hâm mộ biết, "Tôi sẽ bên bạn, tôi yêu bạn", và Hayoung tuyên bố "Tôi sẽ là ánh sáng của bạn."

### Trang phục trình diễn
Cho sự quảng bá "Secret Garden", Apink đã kết hợp xu hướng thời trang mùa hè 2013 vào trang phục. Mục đích là để đạt được cái nhìn nữ tính và phù hợp với concept album và mùa hè. Một số concept thời trang như "Kẻ sọc và Đăng ten", sự kết hợp giữa "Trắng và Đen", quần kẻ sọc với ren và đồng phục bóng chày cho một cái nhìn nữ tính; "màu Pastel", màu pastel ấm áp và tươi sáng trên trang phục là một sự hoàn hảo cho mùa hè; "Hoa và những đường cắt ", crop top với hoa cho một cái nhìn nữ tính.

### Bìa Album và ảnh minh họa
Apink phát hành hình ảnh album jacket vào ngày 27 tháng 6 trên Naver Music Online, tiết lộ hình ảnh cả nhóm lẫn các thành viên. Vào ngày 2 tháng 7, bìa album cho "Secret Garden" được phát hành cho thấy hình ảnh các thành viên Apink đang đứng tại một hàng bán nước chanh trên một cánh đồng cỏ xanh vào mùa hè và cho thấy sự ngây thơ của các thành viên.
Naeun đã đích thân thiết kế bìa cho album 'Secret Garden'. Sau khi album phát hành, rất nhiều fan đã hỏi rằng phải chăng Naeun tham gia vào việc thiết kế bìa sau khi thấy tên Son Naeun trong phần "Art Work & Design". Vào ngày 11 tháng 7, A Cube trả lời, "Tên Son Naeun trong phần credit chính là thành viên Son Naeun của Apink. Cô ấy vẽ rất đẹp nên chúng tôi đề nghị cô ấy có thể thiết kế bìa album lần này hay không. Cô ấy đã đồng ý và cho thấy một sự tích cực. Tất cả mọi người đều tìm thấy cho mình những tác phẩm nghệ thuật mà Naeun đã thực hiện trong album."

## Bài hát và Music Video

### NoNoNo
Bài hát được viết lời, sản xuất bởi Shinsadong Tiger và MV được thực hiện bởi Zany Bros. Shinsadong Tiger trước đây đã làm việc với Apink với "My My" và "Wishlist". Có 2 phiên bản cho MV, bản đầy đủ vào ngày 5 tháng 7, trong khi đó bản nhảy trong MV box vào ngày 11 tháng 7. "NoNoNo" là bài hát xếp hạng cao nhất đến bấy giờ của nhóm, đứng thứ 2 trên 'Billboard's K-Pop Hot 100 và thứ 3 trên Gaon Single Chart. Trên bảng xếp hạng cuối năm, "NoNoNo" ở vị trí thứ 12 trên K-Pop Hot 100, và thứ 33 trên Gaon's digital chart. Phiên bản tiếng Nhật được phát hành vào ngày 22 tháng 10 năm 2014.

### Secret Garden
"Secret Garden" được thực hiện bởi ZigZag. Nó là một ca khúc pop ballad với nhịp điệu trung bình và phô diễn giọng hát của các thành viên. Lời bài hát miêu tả cảm xúc của một cô gái khi đã sẵn sàng mở cửa trái tim mình dành cho người mà cô yêu thương. Vào ngày 20 tháng 7, nhóm đã phát hành MV cho bài hát này, với sự thực hiện của Zany Bros.

### U You
MV cho "U You" được tiết lộ riêng cho fan trong buổi họp fan đầu tiên của nhóm vào ngày 31 tháng 8. Sau đó nó được phát hành trên kênh Youtube của họ vào ngày 3 tháng 9. MV được sử dụng chung với phim trường của "Nonono", MV cho thấy các thành viên đang chơi đùa vui vẻ với nhau.

## Danh sách bài hát
| STT              | Nhan đề                                          | Phổ lời                | Phổ nhạc                                 | Thời lượng |
| ---------------- | ------------------------------------------------ | ---------------------- | ---------------------------------------- | ---------- |
| 1.               | "U You"                                          | Golden Doohyun         | Golden Doohyun, Playing Child, Oh Hyunho | 3:25       |
| 2.               | "NoNoNo"                                         | Shinsadong Tiger, Kupa | Shinsadong Tiger, Kupa                   | 3:40       |
| 3.               | "Lovely Day"                                     | Golden Doohyun         | Golden Doohyun, Playing Child, Oh Hyunho | 3:00       |
| 4.               | "I Need You" (난 니가 필요해; Nan Niga Pilyohae) | D'Day, KZ              | KZ, Mr. Gomdol                           | 3:49       |
| 5.               | "Secret Garden"                                  | Lee Chan Mi            | ZIGZAG NOTE                              | 4:03       |
| 6.               | "NoNoNo (Instrumental)"                          | -                      | Shinsadong Tiger, Kupa                   | 3:40       |
| Tổng thời lượng: | Tổng thời lượng:                                 | Tổng thời lượng:       | Tổng thời lượng:                         | 21:40      |

### Phiên bản Đài Loan
| CD  | CD                                               | CD         |
| STT | Nhan đề                                          | Thời lượng |
| --- | ------------------------------------------------ | ---------- |
| 1.  | "U You"                                          | 3:25       |
| 2.  | "NoNoNo"                                         | 3:40       |
| 3.  | "Lovely Day"                                     | 3:00       |
| 4.  | "I Need You" (난 니가 필요해; Nan Niga Pilyohae) | 3:49       |
| 5.  | "Secret Garden"                                  | 4:03       |
| 6.  | "NoNoNo (Instrumental)"                          | 3:40       |
| 7.  | "Hush"                                           | 3:30       |
| 8.  | "My My"                                          | 3:56       |
| 9.  | "It Girl"                                        | 3:23       |
| 10. | "Wishlist"                                       | 3:33       |
| 11. | "I Don't Know" (몰라요; Mollayo)                 | 3:42       |

| DVD (MV List) | DVD (MV List)                    | DVD (MV List) |
| STT           | Nhan đề                          | Thời lượng    |
| ------------- | -------------------------------- | ------------- |
| 1.            | "NoNoNo"                         | 3:45          |
| 2.            | "U You"                          | 3:26          |
| 3.            | "Secret Garden"                  | 4:06          |
| 4.            | "Hush"                           | 3:30          |
| 5.            | "My My"                          | 4:14          |
| 6.            | "It Girl"                        | 3:30          |
| 7.            | "Wishlist"                       | 3:35          |
| 8.            | "I Don't Know" (몰라요; Mollayo) | 3:53          |

## Xếp hạng
| Bảng xếp hạng            | Vị trí cao nhất |
| ------------------------ | --------------- |
| Gaon Weekly album chart  | 2               |
| Gaon Monthly album chart | 7               |
| Gaon Yearly album chart  | 41 (2013)       |
| Gaon Yearly album chart  | 88 (2014)       |

### Doanh số và chứng nhận
| Nhà cung cấp (2013)          | Số lượng |
| ---------------------------- | -------- |
| Gaon physical sales          | 70.000+  |
| Oricon physical sales        | 3.500+   |
| Taiwan 5music physical sales | 1.000+   |

## Lịch sử phát hành
| Quốc gia | Ngày       | Định dạng            | Nhãn đĩa                                    |
| -------- | ---------- | -------------------- | ------------------------------------------- |
| Hàn Quốc | 5/7/2013   | CD, Digital download | A Cube Entertainment CJ E&M Music and Live  |
| Đài Loan | 22/11/2013 | CD                   | Universal Music Taiwan A Cube Entertainment |